# Secret médical en Belgique
En Belgique, le secret médical désigne l'interdiction de divulguer des faits qui pourraient donner lieu à des poursuites pénales à charge du patient, même si les faits résultent d’un comportement criminel.
Il est très proche de celui de la France.

## Application
Le principe de secret médical pose notamment problème dans le projet de centrale d'urgence 112 avec un numéro d'appel unique pour toutes les disciplines de l'urgence en Belgique (pompiers (D1), aide médicale urgente (D2) et police (D3)). En effet, la loi programme du 9 juillet 2004 créa une « Agence des appels aux services de secours » qui devrait regrouper les numéros 112, 100 et 101 en une centrale unique, mais elle stipule bien que les futurs préposés resteront soumis au secret médical et ne pourront donc pas communiquer certaines informations aux différents dispatchings de police.
Cela avait d'ailleurs déjà été le cas dans les années 1970 lorsqu'un premier projet de fusion des trois numéros d’urgence belges de l'époque (le « 900 », le « 901 », et le « 906 » respectivement pour l'aide médicale urgente, les pompiers et la police communale ou la Gendarmerie) avait été lancé par le ministre de la santé de l'époque, mais le Conseil national émit un avis défavorable à cette proposition par crainte de l’impossibilité de respect du secret médical par un préposé commun aux différents numéros.

## Texte de loi
Ainsi, l'article 458 du code pénal Belge constitue le frère jumeau de l'ancien article 378 du code pénal français qui existait déjà sous l'empire et qui a perduré jusqu'en 1994, date de mise en vigueur du nouveau code pénal français et de son article 226-13 (modifié par l'ordonnance no 2000-916 du 19 septembre 2000 art. 3 Journal Officiel du 22 septembre 2000 en vigueur le 1er janvier 2002) :
« Les médecins, chirurgiens et autres officiers de santé, ainsi que les pharmaciens, les sages-femmes et toutes autres personnes dépositaires, par état ou profession ou par fonctions temporaires ou permanentes, des secrets qu’on leur confie, qui, hors le cas où la loi les oblige ou les autorise à se porter dénonciateurs, auront révélé ces secrets, seront punis d’un emprisonnement d’un mois à six mois et d’une amende de 500 F à 15 000 F. »
— Article 378 de l'Ancien code pénal
« La révélation d'une information à caractère secret par une personne qui en est dépositaire soit par état ou par profession, soit en raison d'une fonction ou d'une mission temporaire, est punie d'un an d'emprisonnement et de 15 000 euros d'amende. »
— Article 226-13 du Code pénal